# 1977–1978-as bajnokcsapatok Európa-kupája
A bajnokcsapatok Európa-kupája 23. szezonja. Az elődöntőben megismétlődött az előző évi döntő párosítása, ám most az elődöntőben találkoztak a felek. A győztes ismét az angol Liverpool lett, a döntőben a belga Club Brugget verték meg 1–0-ra.

## Eredmények

### 1. forduló
| 1. csapat        | Össz. | 2. csapat          | 1. mérk. | 2. mérk. |
| ---------------- | ----- | ------------------ | -------- | -------- |
| Celtic FC        | 11–1  | Jeunesse Esch      | 5–0      | 6–1      |
| FC Basel         | 2–3   | Wacker Innsbruck   | 1–3      | 1–0      |
| Crvena Zvezda    | 6–0   | Sligo Rovers       | 3–0      | 3–0      |
| Vasas            | 1–4   | B. Mönchengladbach | 0–3      | 1–1      |
| SL Benfica       | 0–01  | Torpedo Moszkva    | 0–0      | 0–0      |
| Trabzonspor      | 1–2   | Boldklubben 1903   | 1–0      | 0–2      |
| Dynamo Dresden   | 3–2   | Halmstad           | 2–0      | 1–2      |
| Levszki Szofija  | 5–2   | Śląsk Wrocław      | 3–0      | 2–2      |
| Lillestrøm       | 2–4   | Ajax               | 2–0      | 0–4      |
| Valur            | 1–2   | Glentoran          | 1–0      | 0–2      |
| Omonia           | 0–5   | Juventus           | 0–3      | 0–2      |
| KuPS             | 2–9   | Club Brugge        | 0–4      | 2–5      |
| Floriana         | 1–5   | Panathinaikósz     | 1–1      | 0–4      |
| Dukla Prága      | 1–12  | Nantes             | 1–1      | 0–0      |
| Dinamo Bucureşti | 2–3   | Atlético Madrid    | 2–1      | 0–2      |

1 Az SL Benfica csapata jutott tovább tizenegyesekkel (4–1).

2 A Nantes csapata jutott tovább, idegenben lőtt góllal.

### 2. forduló (Nyolcaddöntő)
| 1. csapat       | Össz. | 2. csapat          | 1. mérk. | 2. mérk. |
| --------------- | ----- | ------------------ | -------- | -------- |
| Celtic FC       | 2–4   | Wacker Innsbruck   | 2–1      | 0–3      |
| Crvena Zvezda   | 1–8   | B. Mönchengladbach | 0–3      | 1–5      |
| SL Benfica      | 2–0   | Boldklubben 1903   | 1–0      | 1–0      |
| Liverpool       | 6–3   | Dynamo Dresden     | 5–1      | 1–2      |
| Levszki Szofija | 2–4   | Ajax               | 1–2      | 1–2      |
| Glentoran       | 0–6   | Juventus           | 0–1      | 0–5      |
| Club Brugge     | 2–1   | Panathinaikósz     | 2–0      | 0–1      |
| Nantes          | 2–3   | Atlético Madrid    | 1–1      | 1–2      |

### Negyeddöntő
| 1. csapat        | Össz. | 2. csapat          | 1. mérk. | 2. mérk. |
| ---------------- | ----- | ------------------ | -------- | -------- |
| Wacker Innsbruck | 3–31  | B. Mönchengladbach | 3–1      | 0–2      |
| SL Benfica       | 2–6   | Liverpool          | 1–2      | 1–4      |
| Ajax             | 2–22  | Juventus           | 1–1      | 1–1      |
| Club Brugge      | 4–3   | Atlético Madrid    | 2–0      | 2–3      |

1 A Borussia Mönchengladbach csapata jutott tovább, idegenben lőtt több góllal.

2 A Juventus csapata jutott tovább tizenegyesekkel (3–0).

### Elődöntő
| 1. csapat          | Össz. | 2. csapat   | 1. mérk. | 2. mérk. |
| ------------------ | ----- | ----------- | -------- | -------- |
| B. Mönchengladbach | 2–4   | Liverpool   | 2–1      | 0–3      |
| Juventus           | 1–2   | Club Brugge | 1–0      | 0–2      |

### Döntő
| 1978. május 10. |

| Liverpool    | 1–0   | Club Brugge |
| ------------ | ----- | ----------- |
| Dalglish 65' | (0–0) |             |

| Wembley Stadion, London Nézőszám: 92 000 Játékvezető: Charles Corver (holland) |

| Az 1977–78-as bajnokcsapatok Európa-kupájának győztese |
| Liverpool 2. cím                                       |
| ← 1976–77 Liverpool                                    |
| Nottingham Forest 1978–79 →                            |